# Manoir d'Herttoniemi
Le Manoir d'Herttoniemi (en finnois : Herttoniemen kartano, en suédois : Hertonäs gård) est un bâtiment situé dans le quartier d'Herttoniemi à Helsinki. 

## Description

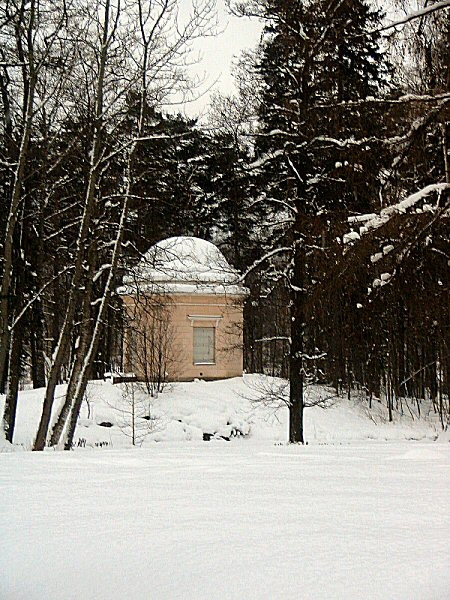
Un des deux pavillons conçus par Carl Ludwig Engel et construits dans le parc du manoir.

Conçu par Pehr Granstedt, le manoir  est construit durant les années 1810.
Le manoir est réputé pour son Jardin à l'anglaise.